# كارلوس هومبيرتو كابريرا
كارلوس هومبيرتو كابريرا (بالإسبانية: Carlos Humberto Cabrera)‏ هو دراج كولومبي، ولد في 28 نوفمبر 1973.

## وصلات خارجية
- كارلوس هومبيرتو كابريرا على موقع أرشيف الدراجات (الإنجليزية)